# Oackland (Nouvelle-Zélande)

Oaklands est une banlieue sud de la cité de Christchurch, dans la région de Canterbury située dans la partie moyenne de l’Île du Sud de la Nouvelle-Zélande.

## Économie
Le secteur est à prédominance  résidentiel.

## Histoire
Quand « Halswell House»  fut acheté par Peter Watson (1869?–1947), il la renomma « Oaklands» d’après ses arbres alignés le long de l’allée .
Un propriétaire suivant : Karl Scott (1910–1997) subdivisa la propriété vers 1960,.

## Démographie
Oaklands, comprenant les zones statistiques de «Oaklands West» « Oaklands East » , couvre un secteur de 3,00 km2.
La banlieue a une population estimé de 6 270 résidents en juin 2021 avec une densité de la population de 2 090 personnes par km2.
La banlieue d’Oaklands avait une population de5 856 résidents lors du recensement de 2018 en Nouvelle-Zélande, en augmentation de 177 personnes (3,1 %) depuis le recensement de 2013, et une augmentation de 147 personnes (2,6 %) depuis le recensement de 2006. Il y avait 2 121 logements.
On notait la présence de 2 877 hommes et 2 976 femmes donnant un sexe-ratio de 0,97 homme pour une femme, avec 1 122 personnes (19,2 %) âgées de moins de 15 ans, 1 161 personnes (19,8 %) âgées de 15 à 29 ans, 2 631 personnes (44,9 %) âgées de 30 à 64 ans, et 936 personnes (16,0 %) âgées de 65 ans ou plus.
L’ethnicité était pour 84,4 % européens/Pākehā, 9,1 % Māori, 2,4 % personnes du Pacifique, 11,0 % asiatiques et 2,4 % d’une autre ethnicité (le total peut faire plus de 100 % dans la mesure où une personne peut s’identifier avec de multiples ethnicités).
La proportion de personnes nées outre-mer était de 20,6 %, comparée avec les 27,1 % au niveau national.
Bien que certaines personnes objectent à donner leur religion, 51,6 % n’avaient aucune religion, 36,9 % étaient chrétiens, 1,2 % étaient Hindouistes, 0,4 % étaient musulmans, 0,4 %étaient  bouddhistes et 2,1 % avaient une autre religion.
Parmi ceux d’au moins 15 ans d’âge, 999 personnes (21,1 %) avait un niveau de bachelier ou un degré supérieur, et 858 personnes (18,1 %) n’avaient aucune qualification formelle.
Le statut d’emploi de ceux d’au moins 15 ans d’âge était pour 2 568 personnes (soit 54,2 %): employés à temps plein, pour 660 personnes (13,9 %) employés à temps partiel et 153 personnes (soit 3,2 %) étaient sans emploi .
| Nom           | Population | logements | âge médian | revenus médians |
| ------------- | ---------- | --------- | ---------- | --------------- |
| Oaklands West | 2.514      | 885       | 42 ans     | 36,900 $        |
| Oaklands East | 3.342      | 1.236     | 34,1 ans   | 37,400 $        |
| New Zealand   |            |           | 37,4 ans   | 31,800 $        |

## Éducation
- L’ école de « Oaklands School Te Kura o Ōwaka»  est une école publique assurant tout le primaire, allant de l’année 1 à 8[7].

Elle a un effectif de  552 élèves en mars 2022. L’école a ouvert en 1964.